# Jaryczów Nowy
Jaryczów Nowy (ukr. Новий Яричів, Nowyj Jarycziw) – osiedle typu miejskiego na Ukrainie w obwodzie lwowskim (do 2020 rejon kamionecki, obecnie rejon lwowski), przed II wojną światową – w Polsce, przed I wojną światową – w Austro-Węgrzech (Galicja), przed zaborami Polski w granicach I Rzeczypospolitej. Jaryczów Nowy jest oddalony o ok. 27 km od centrum Lwowa. Osiedle to leży ok. 100 km od granicy z Polską.

## Historia
Około 1397 r. książę Władysław Opolczyk nadał Jaryczów Jaśkowi Mazowice. Jego potomkowie używali nazwiska Jaryczowski. W 1515 r. miejscowość była spalona, a w 1695 r. zniszczyli ją Tatarzy.
Właścicielem miasteczka ok. 1770 był Bernard Stanisław Gozdzki.
Za II Rzeczypospolitej Jaryczów Nowy należał do powiatu lwowskiego w województwie lwowskim jako miasteczko. 31 marca 1934 roku został podniesiony do rzędu miast. Do 1939 r. jego właścicielami była rodzina Krzeczunowiczów, pochodzenia ormiańskiego, słynąca z hodowli koni. 
Pod okupacją niemiecką w Polsce pozbawiony praw miejskich, stając się siedzibą wiejskiej gminy Jaryczów Nowy.
W latach 1941–1942  założono tu getto żydowskie. Niemcy i Ukraińska Policja Pomocnicza zamordowali w nim lub wywieźli do obozów zagłady 2 tys, Żydów. W latach 1942–1944 nacjonaliści ukraińscy z OUN-UPA zamordowali w mieście 17 Polaków.

## Kościół
W 1431 r. właściciele Jaryczewa założyli tu parafię rzymskokatolicka pw. Wszystkich Świętych. W 1700 r. wzniesiono kościół murowany, który w 1876 r. rozbudowano. W XVIII w. duszpasterstwo w parafii prowadzi karmelici bosi. W 1947 r. władze radzieckie zamknęły kościół, w 1990 r. oddały go wiernym.

## Urodzeni
Leon Krzeczunowicz ps. „Roland” (1901-1945) – polski ziemianin, oficer Wojska Polskiego i Armii Krajowej, współzałożyciel konspiracyjnej organizacji ziemian Uprawa – Tarcza i szef jej obwodu krakowskiego.